# 51
Glej tudi: število 51
51 (LI) je bilo navadno leto, ki se je po julijanskem koledarju začelo na petek.

## Dogodki
- 1. januar

## Smrti
- Gotarz II. Partski, veliki kralj Partskega cesarstva, vladal 40 do 51 (* ni znano)
- Vonon II. Partski, kralj Atropatene (11-51) in Partskega cesarstva (51) (* ni znano)